# Bársonyos darázscincér
A bársonyos darázscincér (Plagionotus arcuatus) a rovarok (Insecta) osztályának a bogarak (Coleoptera) rendjébe, ezen belül a mindenevő bogarak (Polyphaga) alrendjébe és a cincérfélék (Cerambycidae) családjába tartozó faj.

## Előfordulása
A bársonyos darázscincér elterjedési területe Európa. A bogár rendszeresen előfordul, helyenként gyakori.

## Megjelenése
A bársonyos darázscincér 6-20 milliméter hosszú, fekete cincér, feltűnő sárga rajzolattal. Az előtor gömbölyded, csaknem olyan széles, mint a test hátsó része. A szárnyfedői a csúcson lekerekítettek, a csáp és a lábak pedig sárgásvörösek.

## Életmódja
A bársonyos darázscincér napfényes lomberdők lakója. A bogarak májustól júniusig a virágokat látogatják; a lárvák elhalt vagy beteg fák farészével táplálkoznak, csak tömeges fellépés esetén kártevők.

## Szaporodása
A nőstények beteg vagy frissen kidöntött tölgyek, ritkábban más lombos fák kérge alá rakják petéiket. A lárvák a háncsban élnek, ahol szélesen elágazó járathálózatot készítenek, amelyet faliszt tölt ki. Bebábozódáshoz körülbelül 7 centiméter mélyen horog alakú lyukat rágnak a fába. Az áttelelés idős lárva, báb vagy fiatal bogár alakjában egyaránt lehetséges.